# Sao xung đôi

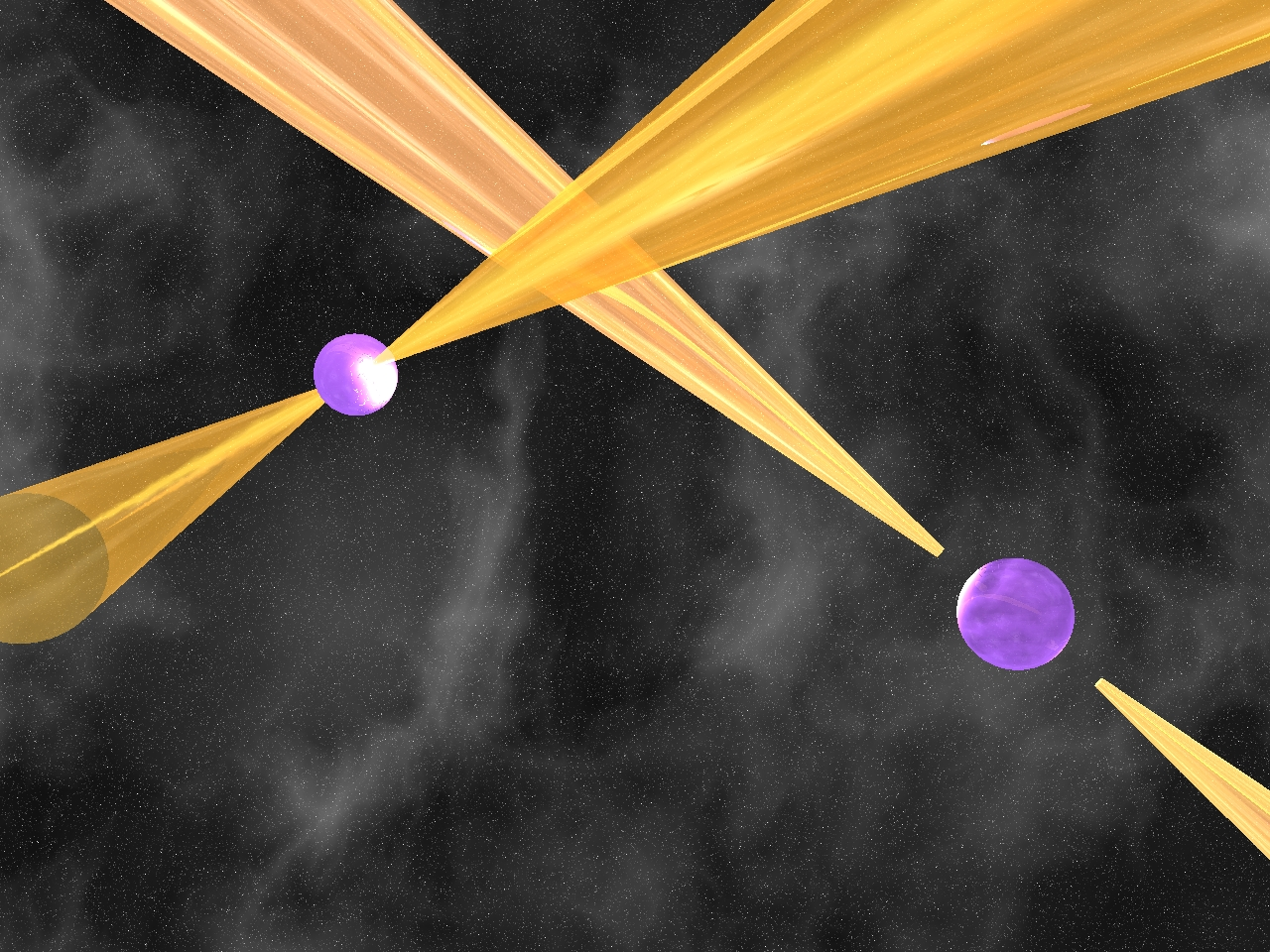
Tranh giả tưởng của nghệ sĩ về một sao xung đôi

Sao xung đôi là một sao xung có sao đôi đồng hành, thường là sao lùn trắng hoặc sao neutron. (Trong ít nhất một trường hợp, đôi pulsar PSR J0737-3039, ngôi sao đồng hành neutron là pulsar khác là tốt.) Pulsar Binary là một trong số ít các đối tượng cho phép các nhà vật lý để kiểm tra thuyết tương đối rộng vì trường hấp dẫn mạnh mẽ trong khu vực lân cận. Mặc dù đồng hành nhị phân với pulsar thường khó hoặc không thể quan sát trực tiếp, nhưng sự hiện diện của nó có thể được suy ra từ thời gian của các xung từ chính pulsar, có thể được đo bằng độ chính xác phi thường bằng kính viễn vọng vô tuyến.

## Lịch sử
Sao xung đôi đầu tiên, PSR B1913 + 16 hoặc "Pulsar nhị phân Hulse-Taylor" được phát hiện vào năm 1974 tại Arecibo bởi Joseph Hooton Taylor, Jr. và Russell Hulse, họ đã giành giải thưởng Nobel Vật lý năm 1993. Trong khi Hulse đang quan sát xung nhịp PSR B1913+16 mới được phát hiện, anh nhận thấy tốc độ xung của nó thay đổi thường xuyên. Người ta đã kết luận rằng pulsar đang quay quanh một ngôi sao khác rất gần với tốc độ cao và chu kỳ xung thay đổi do hiệu ứng Doppler: Khi pulsar di chuyển về phía Trái Đất, các xung sẽ thường xuyên hơn; và ngược lại, khi nó di chuyển khỏi Trái Đất, sẽ ít bị phát hiện hơn trong một khoảng thời gian nhất định. Người ta có thể nghĩ về các xung giống như tiếng tích tắc của đồng hồ; những thay đổi trong tiếng tích tắc là dấu hiệu cho thấy những thay đổi về tốc độ của xung và hướng ra khỏi Trái Đất. Hulse và Taylor cũng xác định rằng các ngôi sao có khối lượng xấp xỉ bằng nhau khi quan sát các dao động xung này, khiến chúng tin rằng vật thể khác cũng là một sao neutron. Các xung từ hệ thống này hiện được theo dõi trong vòng 15 μs.
Nghiên cứu về sao xung đôi PSR B1913 + 16 cũng dẫn đến việc xác định chính xác đầu tiên khối lượng sao neutron, sử dụng hiệu ứng thời gian tương đối tính. Khi hai cơ thể ở gần nhau, trường hấp dẫn mạnh hơn, thời gian trôi chậm lại - và thời gian giữa các xung (hoặc tích tắc) được kéo dài. Sau đó, khi đồng hồ sao xung di chuyển chậm hơn qua phần yếu nhất của trường, nó lấy lại thời gian. Một hiệu ứng tương đối đặc biệt, sự giãn nở thời gian, hoạt động xung quanh quỹ đạo theo cách tương tự. Độ trễ thời gian tương đối tính này là sự khác biệt giữa những gì người ta mong đợi để xem liệu sao xung đang di chuyển ở một khoảng cách và tốc độ không đổi xung quanh bạn đồng hành của nó trong một quỹ đạo tròn, và những gì thực sự được quan sát.